# Rocha equilibrada

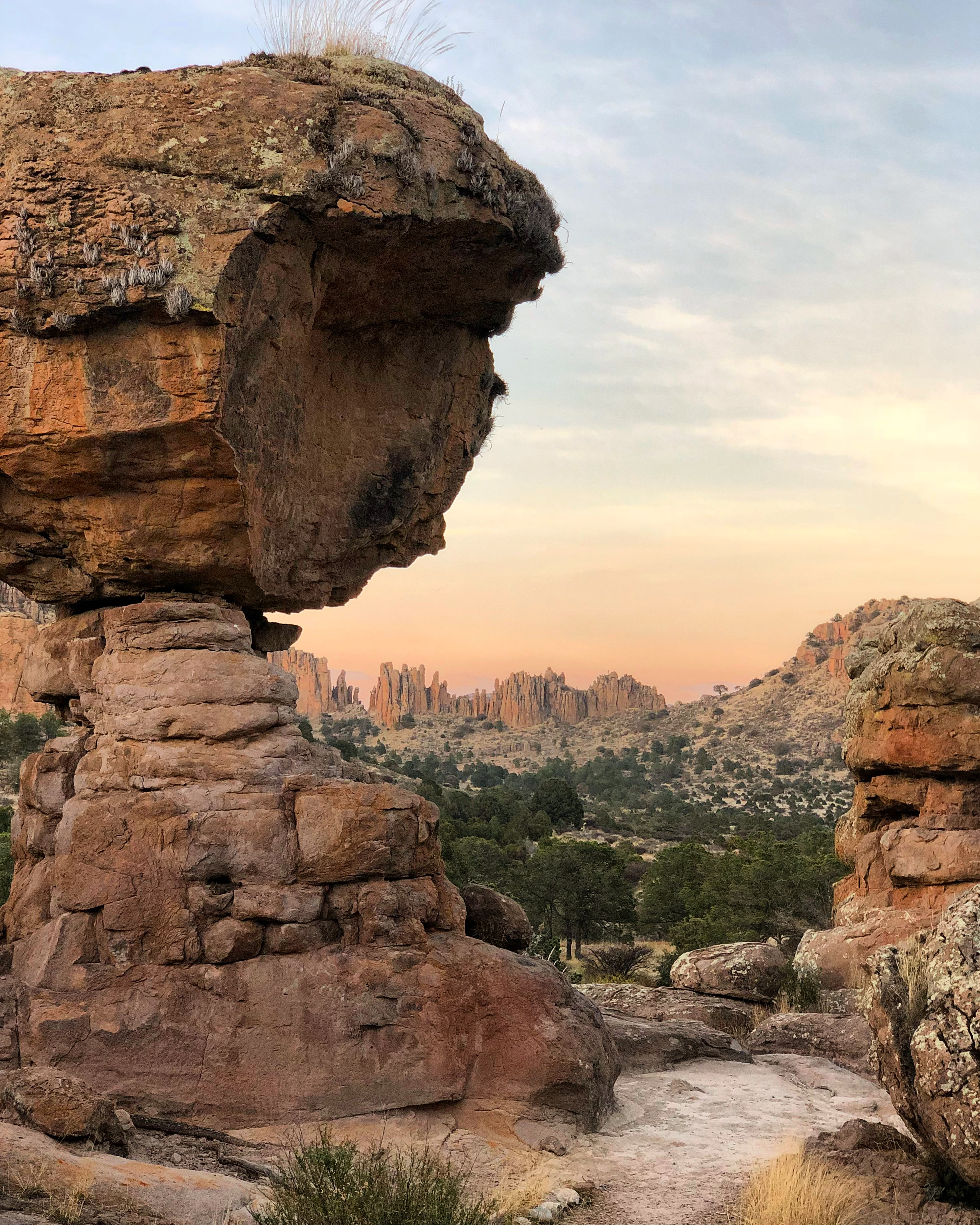
Rocha equilibrada no Parque Nacional Sierra de Órganos, México

Uma rocha equilibrada, também conhecida pedra solta, rocha solta ou rocha precariamente equilibrada, é uma formação geológica natural que apresenta uma grande rocha apoiada sobre outras rochas, rocha matriz ou em tills glaciais. Algumas formações parecem estar em equilíbrio, mas na verdade estão firmemente conectadas à rocha base. Esse tipo de formação rochosa se forma após milhões de anos de erosão contínua e ação do intemperismo.